# Вольный Труд (Краснодарский край)
Вольный Труд — упразднённый хутор в Новокубанском районе Краснодарского края России. На момент упразднения входил в состав Бесскорбненского сельского округа. Исключен из учётных данных в 1997 году.

## География
Располагался на балке Вольная, западнее региональной трассы 03К017 «г. Армавир — ст-ца Отрадная», в 2 км, по прямой, к югу от станицы Бесскорбная.

## История
По данным на 1925 год хутор Вольный Труд состоял из 27 хозяйств. В административном отношении входил в состав Попутненского сельсовета Отрадненского района Армавирского округа Северо-Кавказского края.
Постановлением заксобрания Краснодарского края от 27 мая 1997 года № 639-П хутор исключен из учётных данных.

## Население
По данным на 1925 год на хуторе проживало 140 человек, в том числе 53 мужчины и 87 женщин.